# Choaspes xanthopogon
Choaspes xanthopogon, thường được biết đến với tên the Similar Awlking, là một loài bướm thuộc họ Bướm nhảy.

## Range
The Similar Awlking ranges in India along the Himalayas from Kashmir to Nepal, Sikkim và Assam) onto Myanma and West Trung Quốc và có thể Borneo.

## Status
Rare.